# Talbot 700
Pour les articles homonymes, voir Talbot (homonymie) et Darracq (homonymie).
La Talbot 700 ou Talbot-Darracq 700 est une voiture de sport de Grand Prix automobile, de  l'écurie franco-britannique Talbot-Sunbeam-Darracq (STD) produite à 3 exemplaires pour les saisons de Grands Prix automobiles 1926 et 1927.

## Historique
Les constructeurs automobiles britanniques Talbot et Sunbeam fusionnent en 1919, puis en 1920 avec le constructeur parisien Darracq en Talbot-Darracq, qui redevient Talbot en 1922, puis Talbot-Lago de 1934 à 1959.

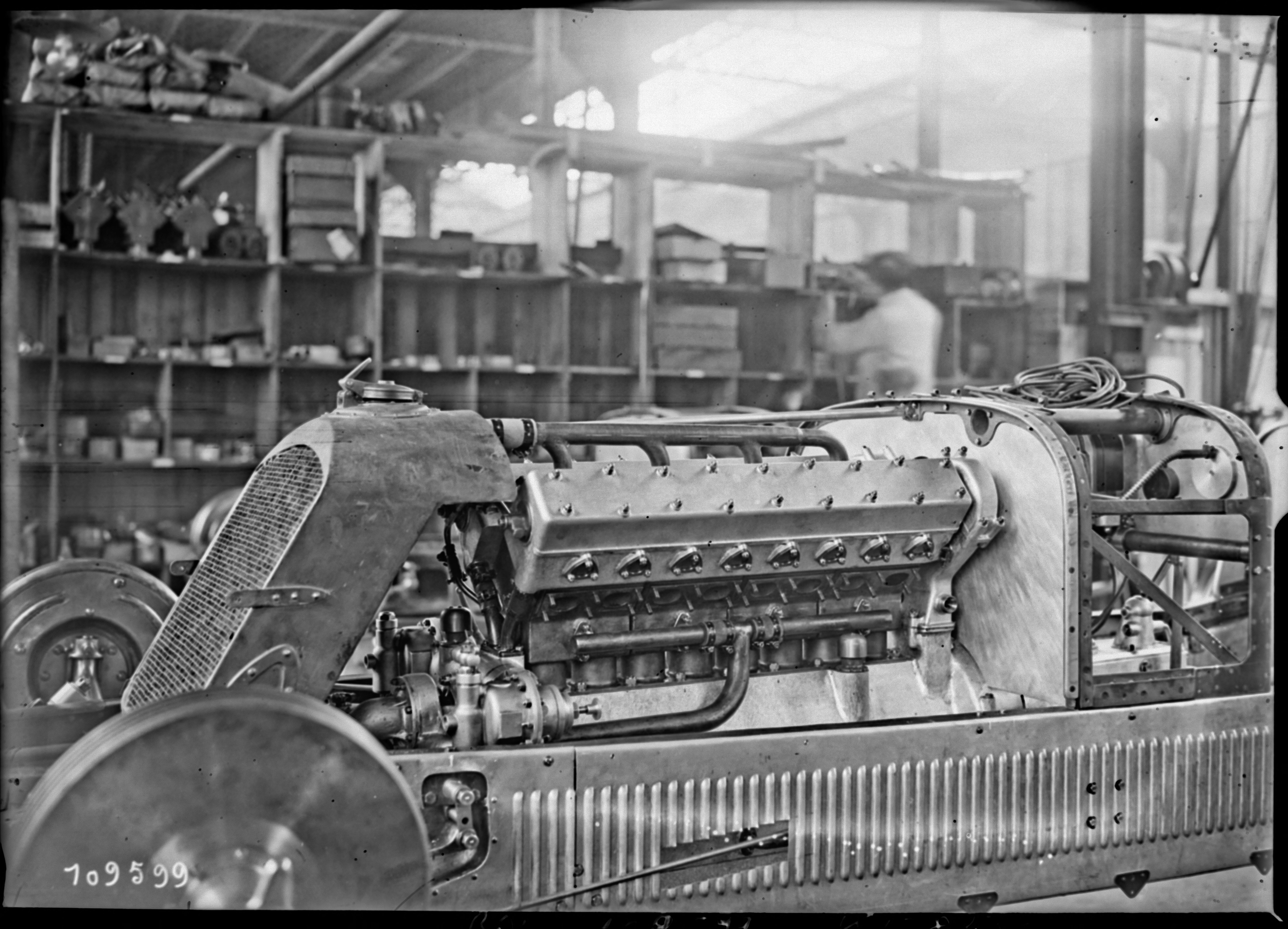
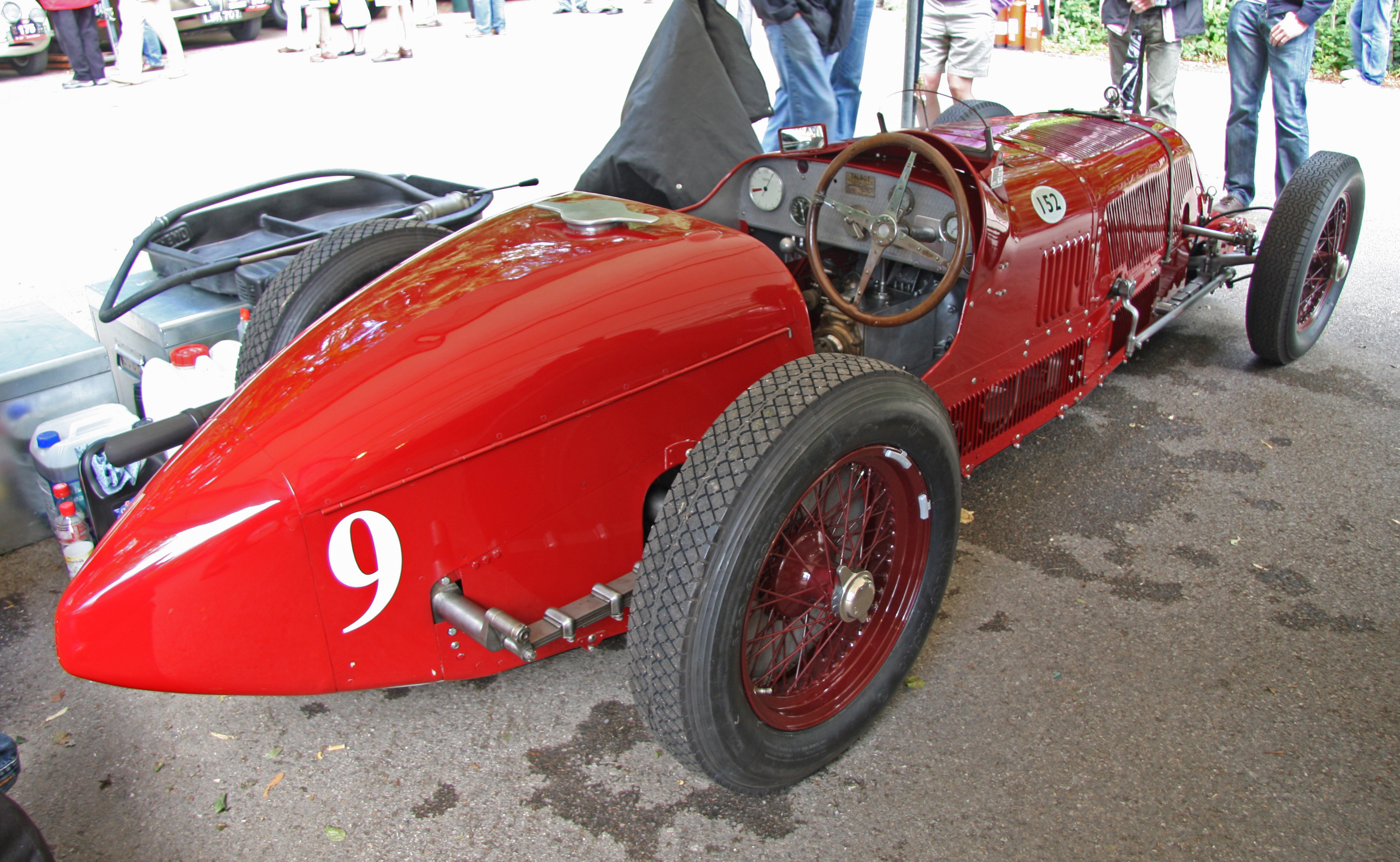

En raison de la limite de cylindrée de 1,5 L de la nouvelle règlementation de Grand Prix automobile de 1926 de l'AIACR, l'écurie franco-britannique Talbot-Sunbeam-Darracq (STD) crée cette Talbot 700 en France, en trois exemplaires, pour les saisons de Grands Prix automobiles 1926 et 1927.
La carrosserie est en aluminium, avec un moteur 8 cylindres en ligne double arbre à cames en tête (DOHC) suralimenté de 1,5 L pour 160 ch.
Elle précède entre autres les futures Talbot T150C (1936) et Talbot-Lago T26C (1948).

## Palmarès partiel
Malgré de nombreux abandons, les Talbot 700 remportent quelques victoires face à ses principales rivales Delage 15 S8 et Bugatti Type 39A, dont : 
- 1926 : 1re de 200 Miles de Brooklands, avec Henry Segrave
- 1926 : 1re de la Coupe du Salon, du circuit de Montlhéry, avec Albert Divo
- 1927 : 4e du Grand Prix de France 1927, avec William Grover-Williams et Jules Moriceau
- 1929 : 2e du Grand Prix de Monza 1929, avec Tazio Nuvolari

À la suite de la nouvelle règlementation de formule libre de Grand Prix automobile de 1928, les 3 Talbot 700 sont vendues au pilote italien Emilio Materassi qui fonde son écurie de course privée « Scuderia Materassi » pour courir et remporter quelques victoires en classe 1,5 L, avant de se tuer tragiquement au volant de l'une d'elle à plus de 200 km/h au Grand Prix automobile d'Italie 1928.

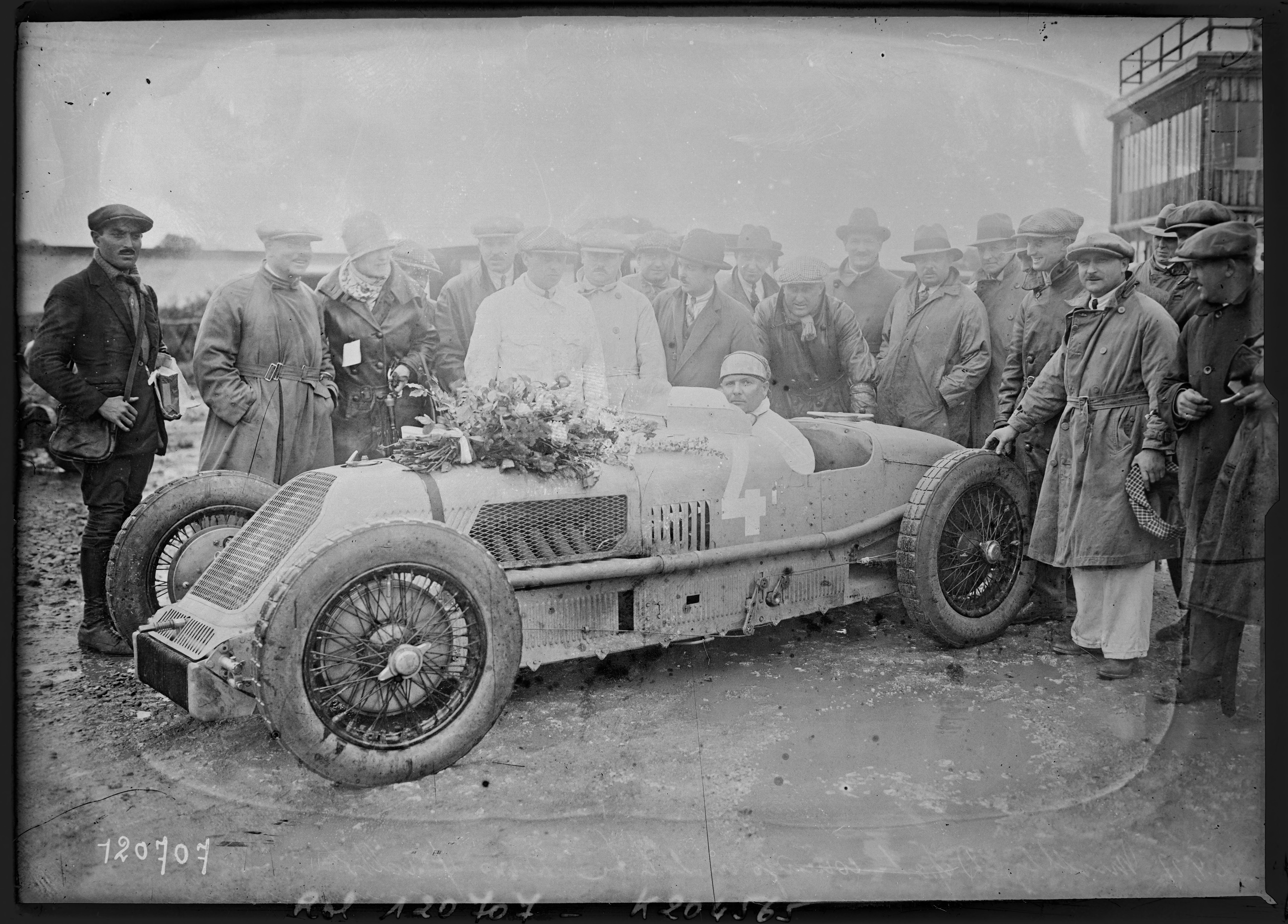
Albert Divo au Grand Prix automobile de France 1927
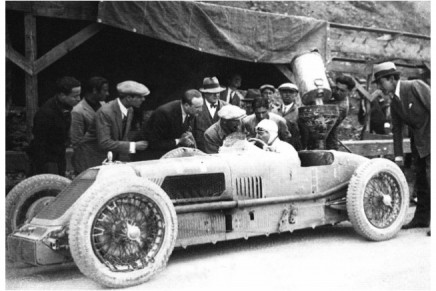
Emilio Materassi au Grand Prix automobile d'Italie 1928
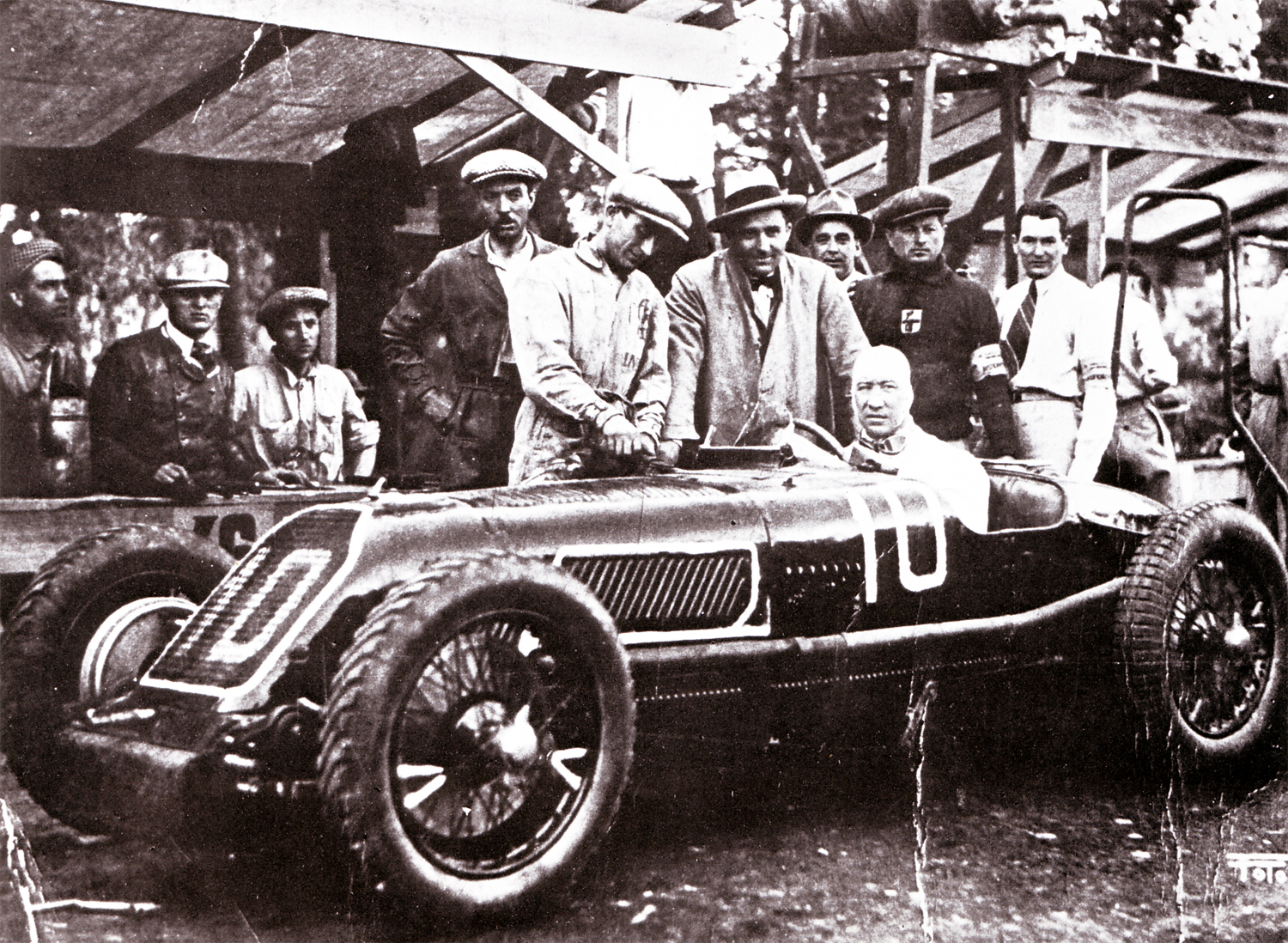
Avec Gastone Brilli-Peri
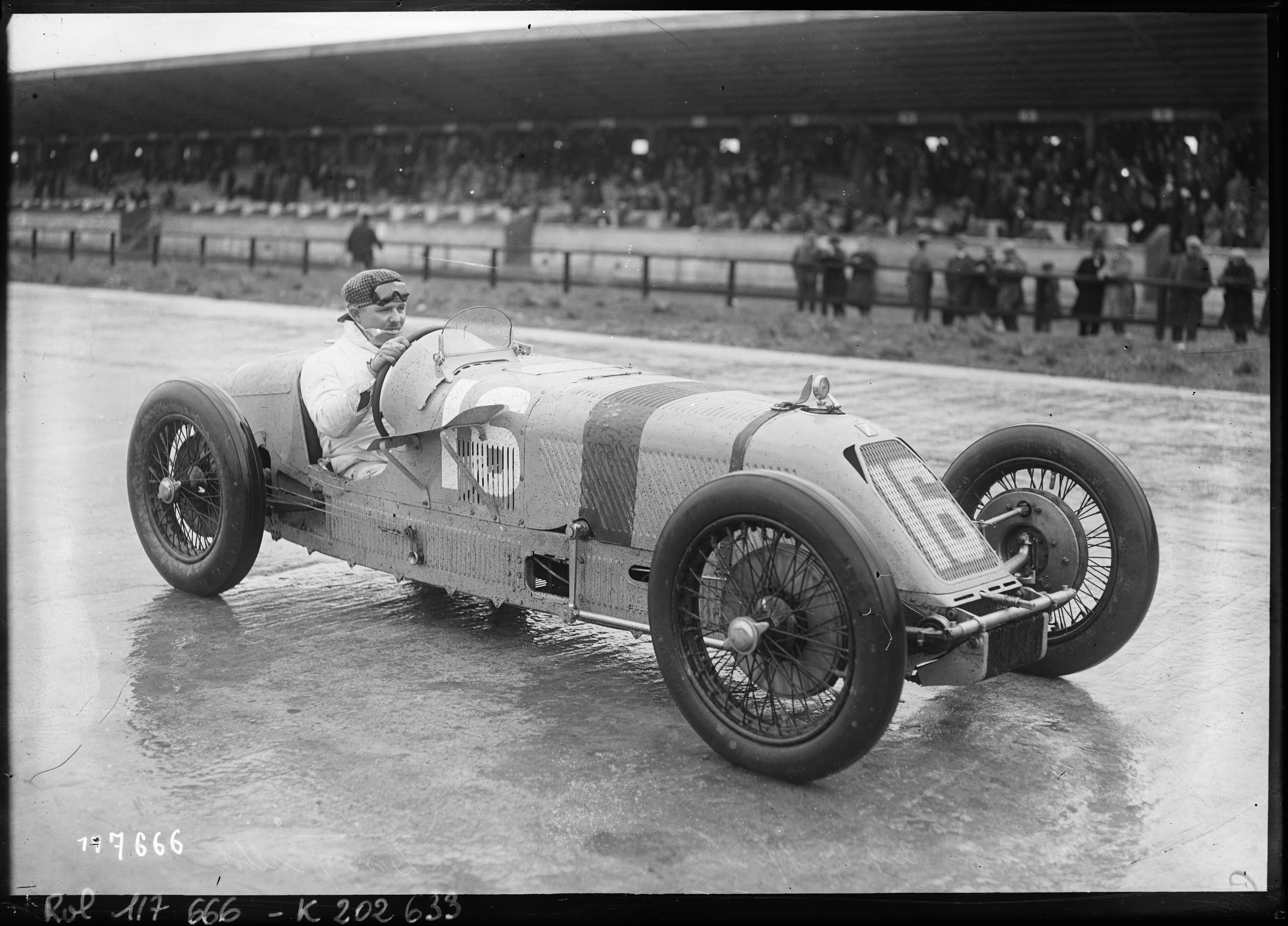
Albert Divo au Grand Prix de Provence 1927
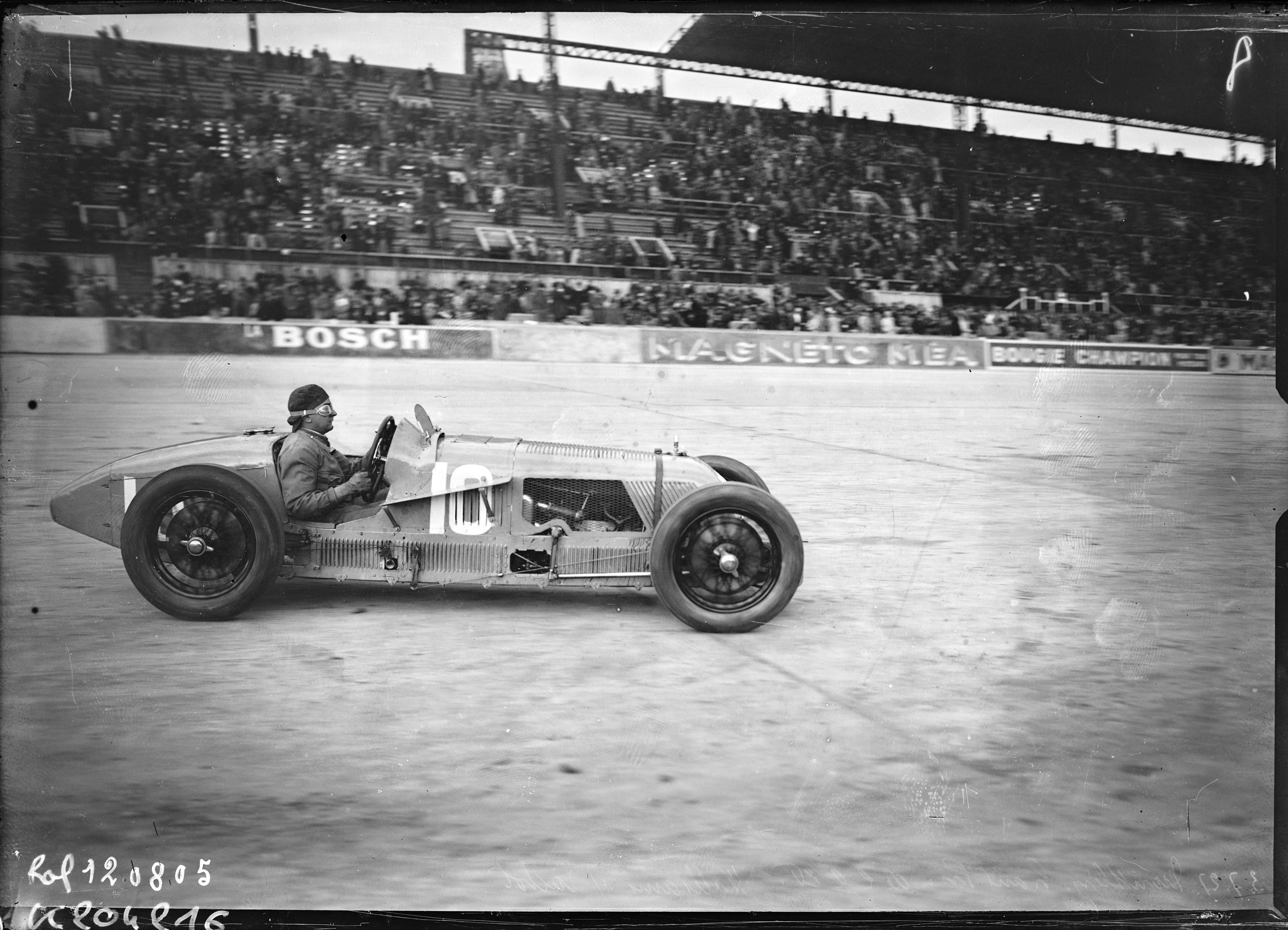
William Grover-Williams, 4e du Grand Prix automobile de France 1927